# SN 1955M
SN 1955M – supernowa odkryta 14 maja 1955 roku w galaktyce NGC 5857. W momencie odkrycia miała maksymalną jasność 14,50m.